# Jimson St. Louis
 (septembre 2023).
Jimson St. Louis, né le 2 décembre 2002 à Jacksonville aux États-Unis, est un footballeur international insulaire des Îles Vierges des États-Unis jouant au poste de milieu de terrain.

## Biographie
Né à Jacksonville en Floride aux États-Unis, St. Louis joue dans sa jeunesse pendant neuf ans pour le LRVI FC. En 2019, St. Louis se rend en Espagne avec trois autres jeunes joueurs des Îles Vierges des États-Unis pour faire des essais avec les académies de sept clubs professionnels.
Lors de sa période de football universitaire, il s'engage avec les SCC Blackhawks du Southeastern Community College pour la campagne 2020. Après son passage chez les Blackhawks, il signe aux Coastal Carolina Chanticleers en NCAA Division 1 pour la saison 2023. Cependant, il est finalement transféré et rejoint son coéquipier en sélection Joshua Ramos chez les Dalton States Roadrunners.

### En club
Pour la saison 2022, St. Louis rejoint le Houston FC en USL League Two. Il joue huit rencontres en championnat pour le club au cours de la saison. Le joueur reste au sein du club en 2023, alors que celui-ci évoluait en UPSL Premier Division. Il joue quinze matchs lors de cette saison.

### En sélection
Avec les Îles Vierges des États-Unis, il dispute Championnat de la CONCACAF des moins de 20 ans 2018. Il fait ses débuts en équipe nationale le 12 octobre 2019 lors d'un match de Ligue C de la Ligue des nations de la CONCACAF 2019-2020 contre la Barbade.

## Statistiques

### En sélection
Jimson St. Louis est international des Îles Vierges depuis 2019.
| #  | Date        | Stade                                                                | Opposition   | Score | Résultat | Compétition                                              |
| -- | ----------- | -------------------------------------------------------------------- | ------------ | ----- | -------- | -------------------------------------------------------- |
| 1. | 7 août 2023 | Stade Bethlehem Soccer, Upper Bethlehem, Îles Vierges des États-Unis | Îles Caïmans | 2–1   | 2–2      | Ligue C de la Ligue des nations de la CONCACAF 2023-2024 |